# Березівська спеціальна школа-інтернат
Бере́зівська спеціа́льна школа-інтернат Житомирської обласної ради — школа в Україні, в селі Березівка Житомирського району Житомирської області. Кількість учнів становить 121 осіб. Кількість вчителів  — 86 (станом на 14 січня 2014 року).

## Історія
З 1947 р. Березівська спеціальна загальноосвітня школа-інтернат І-ІІІ ступенів для дітей зі зниженим слухом знаходиться в житловому приміщенні, побудованому в кінці XIX ст. німецьким переселенцем Іваном Арндтом. Директором призначено Олександра Григоровича Зеленюка .
1951 р. — Колектив очолює Дмитро Кирилович Гриценко.
1953 р. — Перший випуск учнів 6-7 кл. Директорство на тривалий час (з 1953 по 1966 р.) приймає Григорій Павлович Нездоля. Відкривається дошкільне відділення.
1966—1968 рр. — Директором призначено Федора Павловича Іщука, а згодом -Василя Андрійовича Луценка. З 1968 р. школа функціонує як школа-інтернат для глухих дітей. Повну базову середню освіту (8 кл.) учні здобувають за 12 років навчання.
1975 р. — Школа почала функціонувати як загальноосвітній навчальний заклад для слабочуючих дітей. З 1970 р. — директор Моргуліс Йосип Ілліч. В школі живе і навчається 196 учнів. Заступник директора з навчально-виховної роботи — Веремійчук Олександр Васильович.
1980—1981 рр. Збудовано новий трьохповерховий спальний корпус, спортивний зал, їдальню.
1989 р. — Демократичні вибори керівника школи. Ним стає Веремійчук О. В.
В школі створено належні умови для проживання, організації та здійснення навчально-виховного та корекційно-розвиткового процесу.
Навчально-виховний процес в школі здійснюють 83 педагоги: з таким освітнім рівнем: 100 вчителів і 75 вихователів мають вищу освіту, 24 вихователів — середню спеціальну освіту. Дефектологічну освіту має 50 педагогів.
2001 р. — Школу очолює Васянович Любов Петрівна.
У 2006 році матеріальна база школи поповнюється корекційним обладнанням на загальну суму 486 тис.грн. Крім того придбано комп'ютерні слухомовні комплекси «Живий звук» — 2 шт., комп'ютерні слухомовні тренажери «Видима мова» — 3 шт., слухомовні тренажери «СРТ-10к» 12 шт., поліфонатори «ПФ-03» — 4шт.
За останні роки школу газифіковано, зроблено капітальний ремонт внутрішніх приміщень школи № 1, харчоблоку, замінено віконні рами на склопакети в спортивному залі, збудовано внутрішні туалети в школі № 1, обладнано комп'ютерний клас, кабінет психолога, лінгафонний кабінет.
З 2009 року в старшій школі запроваджено спортивний профіль навчання. Завданням фізичного виховання у профільних класах спортивного напряму є поєднання реалізації загальновиховних завдань із завданнями спрямованого і спеціального виховання, тобто виховання засобами обраного виду спорту в комплексній взаємодії: надання знань, формування умінь та навичок з фізичної культури; розвиток фізичних якостей та зміцнення здоров'я; формування пізнавальних і творчих здібностей щодо фізичної культури; цілеспрямоване психологічне виховання та удосконалення (моторно-аналітичні функції, диференціація рухів, сприйняття, мотивація досягнень, вольові якості, відносини), формування громадських та патріотичних почуттів. Профільне вивчення предмета, крім розширення і поглиблення змісту, сприяє формуванню стійкого інтересу до предмета, пізнанню шляхів зміцнення свого здоров'я засобами обраного виду спорту, розвитку відповідних здібностей, а також орієнтації на професійну діяльність.
У грудні 2011 року в школі створено новітній комп'ютерний клас з мультимедійною дошкою та проектором.
З 2011 року працює офіційний сайт школи.
2013 року школу реформовано у «Комунальний заклад „Березівський навчально-реабілітаційний центр“ Житомирської обласної ради».
Структурними підрозділами Центру є:
- дошкільне відділення, у якому функціонує три групи дітей віком від 2 до 6(7) років;
- спеціальна загальноосвітня школа I—III ст. (підготовчий-12 клас);
- реабілітаційне відділення.

Навчально-реабілітаційний центр забезпечує: — дошкільне виховання;
- здобуття загальної середньої освіти;
- комплексну реабілітацію (педагогічну, психологічну, медичну, фізичну, соціальну);
- здійснення профільного навчання;
- розвиток природних здібностей та обдарувань;
- фізичний і психічний розвиток;
- кваліфікований психолого-медико-педагогічний супровід;
- соціально-педагогічний патронат;

- ранню соціальну реабілітацію дітей з психофізичними вадами.

## Гордість школи
Шестеро випускників школи є олімпійськими призерами дефлімпійських ігор в Австралії 2005 року та срібними призерів Дефлімпіади в Тайвані 2009 року.
- Помінчук Олександр — заслужений майстр спорту, нагороджений орденами «За мужність» ІІ і ІІІ ступенів;
- Цимовський Єгор — майстр спорту Міжнародного класу, нагороджений орденами «За мужність» ІІ і ІІІ ступенів
- Завіруха Ігор — заслуженого майстра спорту, нагороджений орденами «За мужність» ІІ і ІІІ ступенів;
- Ковальчук Ірина — майстра спорту Міжнародного класу, нагороджена орденом «За мужність» ІІІ ступеня;
- Дейнеко Леоніда- заслужений майстр спорту, нагороджений орденами «За мужність» ІІ і ІІІ ступенів;
- Розбіцький Віктор — — заслужений майстр спорту, нагороджений орденами" За мужність" ІІ і ІІІ ступенів;
- Будзінський Роман — заслужений майстр спорту, нагороджений орденами «За мужність» ІІ і ІІІ ступенів;
- Дем'янчук Сергій — майстра спорту Міжнародного класу, нагороджений орденами «За мужність» ІІ і ІІІ ступенів.

## Інше
| Категорія                                                       | Кількість осіб |
| Якісний рівень педагогічних працівників (станом на 01.09.11р.): |                |
| спеціалісти вищої категорії                                     | 31             |
| спеціалісти І категорії                                         | 22             |
| спеціалісти ІІ категорі                                         | 4              |
| спеціалісти                                                     | 26             |
| Педагогічні звання та нагороди мають:                           |                |
| Заслужений працівник освіти                                     | 1              |
| Заслужений тренер України                                       | 2              |
| Знак «А. С. Макаренко»                                          | 2              |
| Знак «Відмінник освіти України»                                 | 25             |
| вчитель-методист, вихователь-методист                           | 5              |
| старший вчитель                                                 | 9              |
| педагоги які є депутатами сільської та районної рад             | 7              |